# Mlap jezik
Mlap jezik (kuangsu-bonggrang, kwangsu-bonggrang, kwansu, kwansu-bonggrang; ISO 639-3: kja), najmanji od pet nimboranskih jezika, kojim govori svega 300 ljudi (2000 S. Wurm) zapadno od jezera Sentani na indonezijskom dijelu Nove Gvineje.
Mlap se sve manje govori pod pritiskom indonezijskog, broj govornika 1977. bio je oko 350

## Vanjske poveznice
- Ethnologue (14th)
- Ethnologue (15th)